# Mesogaulus
Mesogaulus – wymarły rodzaj ziemnych gryzoni z rodziny Mylagaulidae. Zamieszkiwał Wielkie Równiny Ameryki Północnej 23,03 do 13,6 mln lat temu.

## Występowanie
Kopalne ślady występowania Mesogaulus odkrywano wyłącznie na terenie Wielkich Równin Ameryki Północnej (Kolorado, Montana, Nebraska, Saskatchewan) i były datowane na miocen.